# Parafodina ectrogenia
Parafodina ectrogenia är en fjärilsart som beskrevs av George Francis Hampson 1926. Parafodina ectrogenia ingår i släktet Parafodina och familjen nattflyn. Inga underarter finns listade i Catalogue of Life.